# Copa xilena de futbol

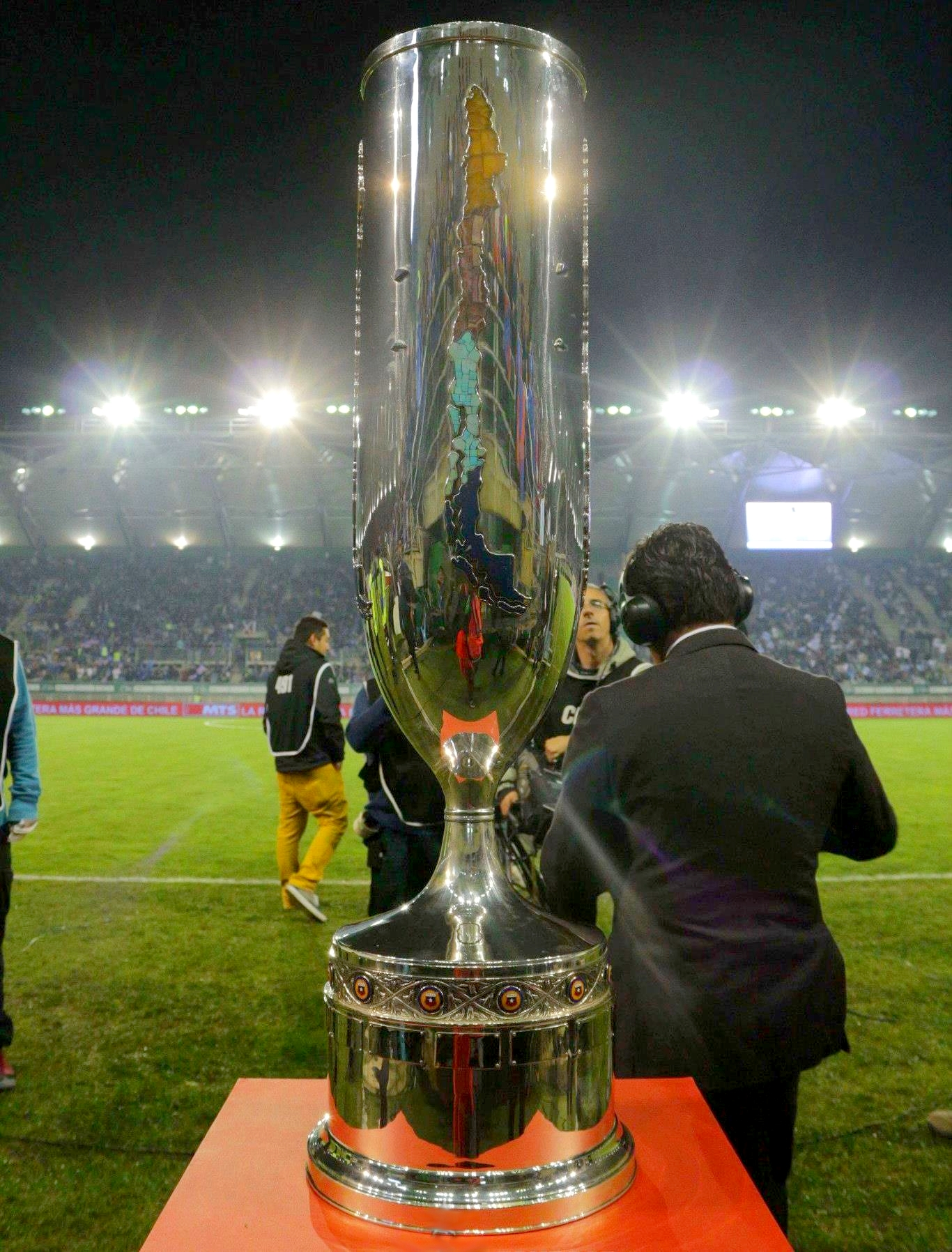
Trofeu de la Copa Xilena.

La copa xilena de futbol és la segona competició de futbol per a clubs en importància al país. Es desenvolupà des de 1958 fins a l'any 2000 per sistema d'eliminatòries. Era organitzada per l'Asociación Nacional de Fútbol Profesional (ANFP).
Al llarg de la història ha rebut les següents denominacions:
- 1958-1959: Copa Chile
- 1961: Copa Chile Green Cross
- 1974-1977: Copa Chile
- 1979-1986: Copa Polla Gol
- 1987: Torneo de Apertura
- 1988: Copa Digeder
- 1989: Copa Coca Cola Digeder
- 1990: Torneo de Apertura
- 1991: Copa Chile Digeder
- 1992-1998: Copa Chile
- 2000: Torneo de Apertura
- 2008-2009: Copa Chile
- 2010: Copa Chile Bicentenario
- 2011: Copa Chile
- 2012-avui: Copa Chile MTS

## Antecedents
Abans de la primera edició de la copa xilena, ja s'havien disputat altres campionats amb un format similar. Degut al període de l'any en què es disputaren reberen el nom de Campionat d'Obertura i Campionat de Clausura.
El campionat de clausura xilè de futbol (Campeonato de Clausura) va ser una competició futbolística que es disputà a Xile l'any 1944. Va rebre la seva denominació al fet que es disputà al final de la temporada. Es disputava per eliminatòries pel que es pot considerar com un predecessor de la copa xilena de futbol. No s'ha de confondre amb l'actual Torneig de Clausura, que forma part de la lliga xilena de futbol.
| Any  | Campió           | Finalista      | Marcador | Trofeu               |
| ---- | ---------------- | -------------- | -------- | -------------------- |
| 1944 | Santiago Morning | Audax Italiano | 1–1      | Copa Jaime Rodríguez |

## Historial
Font:
| Any     | Campió                                    | Resultat                                  | Finalista                                 |
| ------- | ----------------------------------------- | ----------------------------------------- | ----------------------------------------- |
| 1958    | Colo Colo                                 | 2-2                                       | Universidad Católica                      |
| 1959    | Santiago Wanderers                        | 5-1                                       | Deportes La Serena                        |
| 1960    | Deportes La Serena                        | 4-1                                       | Santiago Wanderers                        |
| 1961    | Santiago Wanderers                        | 1-2, 2-0                                  | Universidad Católica                      |
| 1962    | Luis Cruz Martínez                        | 2-1                                       | Universidad Católica                      |
| 1963-73 | no es disputà                             | no es disputà                             | no es disputà                             |
| 1974    | Colo Colo                                 | 3-0                                       | Santiago Wanderers                        |
| 1975    | CD Palestino                              | 4-0                                       | Lota Schwager                             |
| 1976-77 | no es disputà                             | no es disputà                             | no es disputà                             |
| 1978    | CD Palestino                              | 3-3, 1-0                                  | Unión Española                            |
| 1979    | Universidad de Chile                      | 2-1                                       | Colo Colo                                 |
| 1980    | Deportes Iquique                          | 2-1                                       | Colo Colo                                 |
| 1981    | Colo Colo                                 | 5-1                                       | Audax Italiano                            |
| 1982    | Colo Colo                                 | lligueta                                  | Universidad Católica                      |
| 1983    | Universidad Católica                      | lligueta                                  | O'Higgins                                 |
| 1984    | CD Everton                                | 3-0                                       | Universidad Católica                      |
| 1985    | Colo Colo                                 | 1-0                                       | CD Palestino                              |
| 1986    | Cobreloa                                  | 0-1, 2-0, 3-0                             | Fernández Vial                            |
| 1987    | Cobresal                                  | 2-0                                       | Colo Colo                                 |
| 1988    | Colo Colo                                 | 1-0                                       | Unión Española                            |
| 1989    | Colo Colo                                 | 2-2, 1-0                                  | Universidad Católica                      |
| 1990    | Colo Colo                                 | 3-2                                       | Universidad Católica                      |
| 1991    | Universidad Católica                      | 1-0                                       | Cobreloa                                  |
| 1992    | Unión Española                            | 3-1                                       | Colo Colo                                 |
| 1993    | Unión Española                            | 3-1                                       | Cobreloa                                  |
| 1994    | Colo Colo                                 | 1-1 (4-2 p)                               | O'Higgins                                 |
| 1995    | Universidad Católica                      | 4-2                                       | Cobreloa                                  |
| 1996    | Colo Colo                                 | 0-0, 1-0                                  | Rangers de Talca                          |
| 1997    | no es disputà                             | no es disputà                             | no es disputà                             |
| 1998    | Universidad de Chile                      | 1-1, 2-0                                  | Audax Italiano                            |
| 1999    | no es disputà                             | no es disputà                             | no es disputà                             |
| 2000    | Universidad de Chile                      | 2-1 (prò.)                                | Santiago Morning                          |
| 2000-07 | no es disputà                             | no es disputà                             | no es disputà                             |
| 2008    | Universidad de Concepción                 | 2-1                                       | Deportes Ovalle                           |
| 2009    | Unión San Felipe                          | 3-0                                       | Deportes Iquique                          |
| 2010    | Deportes Iquique                          | 1-1 (4-3 p)                               | Deportes Concepción                       |
| 2011    | Universidad Católica                      | 0-1, 1-0 (4-2 p)                          | CD Magallanes                             |
| 2012-13 | Universidad de Chile                      | 2-1                                       | Universidad Católica                      |
| 2013-14 | Deportes Iquique                          | 3-1                                       | CD Huachipato                             |
| 2014-15 | Universidad de Concepción                 | 3-2                                       | CD Palestino                              |
| 2015    | Universidad de Chile                      | 1-1 (5-3 p)                               | Colo-Colo                                 |
| 2016    | Colo-Colo                                 | 4-0                                       | CD Everton                                |
| 2017    | Santiago Wanderers                        | 3-1                                       | Universidad de Chile                      |
| 2018    | CD Palestino                              | 1–0, 3–2                                  | Audax Italiano                            |
| 2019    | Colo-Colo                                 | 2–1                                       | Universidad de Chile                      |
| 2020    | Cancel·lat per la pandèmia de la COVID-19 | Cancel·lat per la pandèmia de la COVID-19 | Cancel·lat per la pandèmia de la COVID-19 |
| 2021    | Colo-Colo                                 | 2–0                                       | CD Everton                                |
| 2022    | CD Magallanes                             | 2–2 (7-6 p)                               | Unión Española                            |
| 2023    | Colo-Colo                                 | 3–1                                       | CD Magallanes                             |
| 2024    |                                           |                                           |                                           |

1. ↑  Colo Colo guanya per millor mitjana a tot el campionat.